# Masvingo
Masvingo là tỉnh lỵ tỉnh Masvingo, Zimbabwe. Vào năm 2013, dân số thành phố là 72.527 người.

## Địa lý

### Khí hậu
Masvingo có khí hậu cận nhiệt đới ẩm (phân loại khí hậu Köppen Cwa).
| Dữ liệu khí hậu của Masvingo                 | Dữ liệu khí hậu của Masvingo | Dữ liệu khí hậu của Masvingo | Dữ liệu khí hậu của Masvingo | Dữ liệu khí hậu của Masvingo | Dữ liệu khí hậu của Masvingo | Dữ liệu khí hậu của Masvingo | Dữ liệu khí hậu của Masvingo | Dữ liệu khí hậu của Masvingo | Dữ liệu khí hậu của Masvingo | Dữ liệu khí hậu của Masvingo | Dữ liệu khí hậu của Masvingo | Dữ liệu khí hậu của Masvingo | Dữ liệu khí hậu của Masvingo |
| Tháng                                        | 1                            | 2                            | 3                            | 4                            | 5                            | 6                            | 7                            | 8                            | 9                            | 10                           | 11                           | 12                           | Năm                          |
| -------------------------------------------- | ---------------------------- | ---------------------------- | ---------------------------- | ---------------------------- | ---------------------------- | ---------------------------- | ---------------------------- | ---------------------------- | ---------------------------- | ---------------------------- | ---------------------------- | ---------------------------- | ---------------------------- |
| Cao kỉ lục °C (°F)                           | 38.9 (102.0)                 | 39.0 (102.2)                 | 37.2 (99.0)                  | 35.1 (95.2)                  | 34.0 (93.2)                  | 31.3 (88.3)                  | 31.2 (88.2)                  | 34.9 (94.8)                  | 38.5 (101.3)                 | 39.5 (103.1)                 | 39.0 (102.2)                 | 39.2 (102.6)                 | 39.5 (103.1)                 |
| Trung bình ngày tối đa °C (°F)               | 28.1 (82.6)                  | 27.4 (81.3)                  | 26.9 (80.4)                  | 25.9 (78.6)                  | 24.1 (75.4)                  | 21.5 (70.7)                  | 21.6 (70.9)                  | 24.4 (75.9)                  | 27.4 (81.3)                  | 29.2 (84.6)                  | 28.7 (83.7)                  | 28.0 (82.4)                  | 26.1 (79.0)                  |
| Trung bình ngày °C (°F)                      | 22.9 (73.2)                  | 22.2 (72.0)                  | 21.4 (70.5)                  | 19.4 (66.9)                  | 16.4 (61.5)                  | 13.9 (57.0)                  | 13.6 (56.5)                  | 16.2 (61.2)                  | 19.6 (67.3)                  | 21.8 (71.2)                  | 22.9 (73.2)                  | 22.7 (72.9)                  | 19.4 (66.9)                  |
| Tối thiểu trung bình ngày °C (°F)            | 17.2 (63.0)                  | 16.9 (62.4)                  | 15.4 (59.7)                  | 12.7 (54.9)                  | 8.7 (47.7)                   | 5.8 (42.4)                   | 5.4 (41.7)                   | 7.7 (45.9)                   | 11.4 (52.5)                  | 14.8 (58.6)                  | 16.1 (61.0)                  | 17.1 (62.8)                  | 12.4 (54.3)                  |
| Thấp kỉ lục °C (°F)                          | 9.7 (49.5)                   | 10.0 (50.0)                  | 8.1 (46.6)                   | 2.4 (36.3)                   | 0.0 (32.0)                   | −4.6 (23.7)                  | −3.6 (25.5)                  | −0.3 (31.5)                  | 2.5 (36.5)                   | 3.2 (37.8)                   | 6.3 (43.3)                   | 8.3 (46.9)                   | −4.6 (23.7)                  |
| Lượng mưa trung bình mm (inches)             | 128.7 (5.07)                 | 107.2 (4.22)                 | 65.6 (2.58)                  | 27.9 (1.10)                  | 12.8 (0.50)                  | 5.7 (0.22)                   | 2.7 (0.11)                   | 6.4 (0.25)                   | 10.4 (0.41)                  | 29.6 (1.17)                  | 77.2 (3.04)                  | 140.2 (5.52)                 | 614.4 (24.19)                |
| Số ngày mưa trung bình                       | 10                           | 8                            | 6                            | 3                            | 2                            | 2                            | 1                            | 1                            | 1                            | 3                            | 7                            | 10                           | 54                           |
| Độ ẩm tương đối trung bình (%)               | 70                           | 74                           | 71                           | 73                           | 67                           | 65                           | 61                           | 53                           | 47                           | 54                           | 66                           | 71                           | 64                           |
| Số giờ nắng trung bình tháng                 | 248.0                        | 207.2                        | 244.9                        | 243.0                        | 266.6                        | 249.0                        | 263.5                        | 285.2                        | 279.0                        | 260.4                        | 228.0                        | 217.0                        | 2.991,8                      |
| Số giờ nắng trung bình ngày                  | 8.0                          | 7.4                          | 7.9                          | 8.1                          | 8.6                          | 8.3                          | 8.5                          | 9.2                          | 9.3                          | 8.4                          | 7.6                          | 7.0                          | 8.2                          |
| Nguồn 1: Tổ chức Khí tượng Thế giới, NOAA    |                              |                              |                              |                              |                              |                              |                              |                              |                              |                              |                              |                              |                              |
| Nguồn 2: Deutscher Wetterdienst Meteo Climat |                              |                              |                              |                              |                              |                              |                              |                              |                              |                              |                              |                              |                              |

## Đô thị kết nghĩa
Masvingo kết nghĩa với:
- Kernen, Đức[6]
- Middlesbrough, Anh